# Troglohyphantes nigraerosae
Troglohyphantes nigraerosae là một loài nhện trong họ Linyphiidae.
Loài này thuộc chi Troglohyphantes. Troglohyphantes nigraerosae được Paolo Marcello Brignoli miêu tả năm 1971.